# Bengt Bengtsson
Bengt Folke Bengtsson (Tåssjö, Ängelholm, Comtat d'Escània, 30 de setembre de 1897 – Estocolm, 10 d'octubre de 1977) va ser un gimnasta artístic, militar i escriptor suec que va competir a començaments del segle xx. Era germà de l'escriptor Frans Gunnar Bengtsson.
El 1920 va prendre part en els Jocs Olímpics d'Anvers, on va guanyar la medalla d'or en el concurs per equips, sistema suec del programa de gimnàstica.
Com a militar el 1918 fou segon tinent d'artilleria, el 1930 tinent, el 1940 comandant del Cos d'Estat Major i el 1944 fou ascendit a coronel. Amb els anys s'anà especialitzant en la defensa aèria. Va escriure dos llibres de temàtica militar.